# Liste der Stolpersteine in Hamburg-Altstadt
Die Liste der Stolpersteine in Hamburg-Altstadt enthält alle Stolpersteine, die im Rahmen des gleichnamigen Kunst-Projekts von Gunter Demnig in Hamburg-Altstadt verlegt wurden. Mit ihnen soll Opfern des Nationalsozialismus gedacht werden, die in Hamburg-Altstadt lebten und wirkten.
Diese Seite ist Teil der Liste der Stolpersteine in Hamburg, da diese mit insgesamt 7202 (Stand: Juni 2025) Steinen zu groß würde und deshalb je Stadtteil, in dem Steine verlegt wurden, eine eigene Seite angelegt wurde.
| Adresse                                | Person(en)                           | Inschrift | Bilder | Anmerkung |
| -------------------------------------- | ------------------------------------ | --- | ------ | --- |
| Adolphsplatz 1 ·                       | –                                    | Diese Menschen waren Mitglieder des Ehrenamtes der Handelskammer Hamburg Sie wurden Opfer der nationalsozialistischen Gewaltherrschaft 1933–1945 Wir gedenken aller Opfer aus unseren Reihen |        | Kopfstein an der Handelskammer Hamburg |
| Adolphsplatz 1 ·                       | Valentin Burchard                    | Valentin Burchard Jg. 1891 deportiert 1941 ermordet in Minsk |        | Eintrag auf stolpersteine-hamburg.de Weitere Stolpersteine befinden sich in Hamburg-Uhlenhorst und am Rathausmarkt 1.                                                                          |
| Adolphsplatz 1 ·                       | Leopold Cohn                         | Leopold Cohn Jg. 1873 deportiert 1941 ermordet in Riga |        | Eintrag auf stolpersteine-hamburg.de Ein weiterer Stolperstein befindet sich in Hamburg-Harvestehude.                                                                                          |
| Adolphsplatz 1 ·                       | Otto Friedeberg                      | Otto Friedeberg Jg. 1855 unfreiwillig verzogen 1943 Cottbus tot 7.7.1945 |        | Eintrag auf stolpersteine-hamburg.de Ein weiterer Stolperstein befindet sich in Hamburg-Winterhude.                                                                                            |
| Adolphsplatz 1 ·                       | John Hausmann                        | John Hausmann Jg. 1884 Flucht 1941 Frankreich interniert Drancy deportiert 1942 Auschwitz ermordet 26.8.1942                                                                                 |        | Eintrag auf stolpersteine-hamburg.de |
| Adolphsplatz 1 ·                       | Ludwig Moritz Mainz                  | Ludwig Moritz Mainz Jg. 1867 Flucht 1934 Holland Herzinfarkt nach Hausdurchsuchung tot 17.8.1942                                                                                             |        | Eintrag auf stolpersteine-hamburg.de Ein weiterer Stolperstein befindet sich in Hamburg-Harvestehude                                                                                           |
| Adolphsplatz 1 ·                       | Heinrich Mayer                       | Heinrich Mayer Jg. 1866 deportiert 1942 Theresienstadt ermordet 2.12.1942 |        | Eintrag auf stolpersteine-hamburg.de Weitere Stolpersteine befinden sich an der Trostbrücke 4–6 und in Hamburg-Winterhude.                                                                     |
| Adolphsplatz 1 ·                       | Ivan Philip                          | Ivan Philip Jg. 1875 Flucht 1939 England tot 10.1.1944 |        | Eintrag auf stolpersteine-hamburg.de Ein weiterer Stolperstein befindet sich in Hamburg-Winterhude.                                                                                            |
| Adolphsplatz 1 ·                       | Franz Max Rappolt                    | Franz Max Rappolt Jg. 1870 deportiert 1942 Theresienstadt ermordet 25.11.1943 |        | Eintrag auf stolpersteine-hamburg.de Weitere Stolpersteine befinden sich an der Mönckebergstraße 11 und in Hamburg-Winterhude.                                                                 |
| Adolphsplatz 1 ·                       | Paul Salomon                         | Paul Salomon Jg. 1865 gedemütigt/entrechtet Flucht in den Tod 22.9.1941 |        | Eintrag auf stolpersteine-hamburg.de Weitere Stolpersteine befinden sich in Hamburg-Harvestehude und Hamburg-Neustadt Todesdatum weicht von den beiden anderen Stolpersteinen ab.              |
| Adolphsplatz 1 ·                       | Max Stein                            | Max Stein Jg. 1870 eingewiesen 22.12.1936 Krankenanstalt Harburg ‚verlegt‘ 24.12.1936 Heilanstalt Lüneburg tot 17.4.1937                                                                     |        | Eintrag auf stolpersteine-hamburg.de Ein weiterer Stolperstein befindet sich in Hamburg-Harburg.                                                                                               |
| Adolphsplatz 1 ·                       | Heinrich Wohlwill                    | Dr. Heinrich Wohlwill Jg. 1874 Berufsverbot deportiert 1942 Theresienstadt ermordet 31.1.1943                                                                                                |        | Eintrag auf stolpersteine-hamburg.de Weitere Stolpersteine befinden sich an der Trostbrücke 4–6 und in Hamburg-Alsterdorf.                                                                     |
| Adolphsplatz 1 ·                       | Cäsar Wolf                           | Cäsar Wolf Jg. 1874 gedemütigt/entrechtet Flucht in den Tod 13.5.1933 |        | Eintrag auf stolpersteine-hamburg.de Weitere Stolpersteine befinden sich in Hamburg-Harvestehude und Hamburg-Sternschanze.                                                                     |
| Adolphsplatz 1 ·                       | Leo Wolfsohn                         | Leo Wolfsohn Jg. 1868 deportiert 1942 Theresienstadt ermordet 16.9.1942 |        | Eintrag auf stolpersteine-hamburg.de Ein weiterer Stolperstein befindet sich in Hamburg-Uhlenhorst.                                                                                            |
| Alstertor 1 ·                          | Hanne Mertens                        | Hier wirkte Hanne Mertens Jg. 1909 verhaftet 1945 KZ Neuengamme ermordet April 1945 |        | Eintrag auf stolpersteine-hamburg.de Stolperstein liegt vor dem Eingang des Thalia-Theaters Ein weiterer Stolperstein – unter dem Namen „Hanna Mertens“ – befindet sich in Hamburg-Winterhude. |
| Barkhof 3 ·                            | Hedda Guradze                        | Hier arbeitete Hedda Guradze Jg. 1904 Flucht 1939 USA Flucht in den Tod 30. Juni 1945 |        | Eintrag auf stolpersteine-hamburg.de Stolperstein liegt am Zugang von der Mönckebergstraße Ein weiterer Stolperstein befindet sich in Hamburg-Rotherbaum.                                      |
| Börsenbrücke 4 ·                       | Rudolf Schmidt                       | Hier wohnte Rudolf Schmidt Jg. 1908 im Widerstand/ISK verhaftet 17.3.1938 Gefängnis Berlin entlassen 19.12.1939                                                                              |        | Eintrag auf stolpersteine-hamburg.de |
| Brandstwiete 4 ·                       | Bela Levy                            | Hier wohnte Bela Levy Jg. 1939 deportiert 1941 ermordet in Minsk |        | Eintrag auf stolpersteine-hamburg.de |
| Brandstwiete 4 ·                       | Lilly Levy geb. Peine                | Hier wohnte Lilly Levy geb. Peine Jg. 1901 deportiert 1941 ermordet in Minsk |        | Eintrag auf stolpersteine-hamburg.de |
| Brandstwiete 4 ·                       | Auguste Peine geb. Kahn              | Hier wohnte Auguste Peine geb. Kahn Jg. 1872 deportiert 1942 Theresienstadt tot 14.11.1942                                                                                                   |        | Eintrag auf stolpersteine-hamburg.de |
| Brandstwiete 4 ·                       | Erna Peine                           | Hier wohnte Erna Peine Jg. 1902 deportiert 1941 ermordet in Riga |        | Eintrag auf stolpersteine-hamburg.de |
| Brandstwiete 4 ·                       | Leopold Peine                        | Hier wohnte Leopold Peine Jg. 1873 deportiert 1942 Theresienstadt tot 17.6.1943 |        | Eintrag auf stolpersteine-hamburg.de |
| Buceriusstraße 2 ·                     | Ellen Glück                          | Hier wohnte Ellen Glück Jg. 1924 deportiert 1942 Theresienstadt ermordet in Auschwitz |        | Eintrag auf stolpersteine-hamburg.de |
| Burchardstraße 12 ·                    | Ewald Markowitz                      | Hier wohnte Ewald Markowitz Jg. 1901 deportiert 1941 Minsk ermordet |        | Eintrag auf stolpersteine-hamburg.de |
| Burchardstraße 12 ·                    | Martha Markowitz geb. Sydkemsky      | Hier wohnte Martha Markowitz geb. Sydkemsky Jg. 1899 deportiert 1941 Minsk ermordet |        | Eintrag auf stolpersteine-hamburg.de |
| Cremon 3 ·                             | Gertha Seligsohn geb. Mendel         | Hier wohnte Gertha Seligsohn geb. Mendel Jg. 1890 deportiert 1941 ermordet in Minsk |        | Eintrag auf stolpersteine-hamburg.de |
| Cremon 3 ·                             | Hermann Seligsohn                    | Hier wohnte Hermann Seligsohn Jg. 1922 eingewiesen 1928 mehrere Heilanstalten ‚verlegt‘ 1940 Landes-Pflegeanstalt Brandenburg ermordet 1940 Aktion T4                                        |        | Eintrag auf stolpersteine-hamburg.de |
| Cremon 3 ·                             | Ludwig Seligsohn                     | Hier wohnte Ludwig Seligsohn Jg. 1883 deportiert 1941 ermordet in Minsk |        | Eintrag auf stolpersteine-hamburg.de |
| Cremon 3 ·                             | Walter Seligsohn                     | Hier wohnte Walter Seligsohn Jg. 1928 deportiert 1941 ermordet in Minsk |        | Eintrag auf stolpersteine-hamburg.de |
| Deichstraße Ecke Kajen ·               | Julie Heilbut                        | Hier wohnte Julie Heilbut Jg. 1934 deportiert 1941 Riga ermordet |        | Eintrag auf stolpersteine-hamburg.de |
| Deichstraße Ecke Kajen ·               | Minna Heilbut                        | Hier wohnte Minna Heilbut Jg. 1894 deportiert 1941 Riga ermordet |        | Eintrag auf stolpersteine-hamburg.de |
| Deichstraße Ecke Kajen ·               | Rosa Heilbut                         | Hier wohnte Rosa Heilbut Jg. 1925 deportiert 1941 Riga ermordet |        | Eintrag auf stolpersteine-hamburg.de |
| Deichstraße 3 ·                        | Eva Maria Seidner geb. Hoenicke      | Hier wohnte Eva Maria Seidner geb. Hoenicke Jg. 1908 ‚Polenaktion‘ 1938 Bentschen/Zbaszyn 1940 Ghetto Warschau befreit                                                                       |        | Eintrag auf stolpersteine-hamburg.de |
| Deichstraße 3 ·                        | Hermann Seidner                      | Hier wohnte Hermann Seidner Jg. 1906 ‚Polenaktion‘ 1938 Bentschen/Zbaszyn Ghetto Warschau ermordet                                                                                           |        | Eintrag auf stolpersteine-hamburg.de |
| Deichstraße 23 ·                       | Ingeborg Paula Schulz geb. Rosenblum | Hier wohnte Ingeborg Paula Schulz geb. Rosenblum Jg. 1912 deportiert 1941 ermordet in Minsk                                                                                                  |        | Eintrag auf stolpersteine-hamburg.de |
| Deichstraße 29 ·                       | Helena Saldorf                       | Hier wohnte Helena Saldorf Jg. 1858 eingewiesen 1939 Heilanstalt Langenhorn ‚verlegt‘ 23.9.1940 Brandenburg ermordet 23.9.1940 ‚Aktion T4‘                                                   |        | Eintrag auf stolpersteine-hamburg.de |
| Deichstraße 34 ·                       | Peter Wendt                          | Hier wohnte Peter Wendt Jg. 1912 verhaftet 1941 Emslandlager tot an Haftfolgen 5.3.1942 |        | Eintrag auf stolpersteine-hamburg.de |
| Deichstraße 37 ·                       | Eli Weiss                            | Hier wohnte Eli Weiss Jg. 1891 deportiert 1941 Łodz ermordet 27.6.1942 |        | Eintrag auf stolpersteine-hamburg.de |
| Deichstraße 37 ·                       | Frieda Weiss geb. Markowicz          | Hier wohnte Frieda Weiss geb. Markowicz Jg. 1892 deportiert 1941 Łodz ermordet 24.9.1942 |        | Eintrag auf stolpersteine-hamburg.de |
| Domstraße 11 ·                         | Friedrich Godelmann                  | Hier wohnte Friedrich Godelmann Jg. 1877 entrechtet/gedemütigt Flucht in den Tod 12.1.1937 Gestapo Stadthaus                                                                                 |        | Eintrag auf stolpersteine-hamburg.de |
| Domstraße 21 ·                         | David Bukschnewski                   | Hier wohnte Dr. David Bukschnewski Jg. 1872 verhaftet 1939 KZ Fuhlsbüttel deportiert 1941 Łodz ermordet 3.4.1943                                                                             |        | Eintrag auf stolpersteine-hamburg.de |
| Domstraße 21 ·                         | Erwin Bukschnewski                   | Hier wohnte Erwin Bukschnewski Jg. 1936 deportiert 1941 ermordet in Łodz |        | Eintrag auf stolpersteine-hamburg.de |
| Domstraße 21 ·                         | Grete Bukschnewski geb. Steiner      | Hier wohnte Grete Bukschnewski geb. Steiner Jg. 1900 deportiert 1941 Łodz ermordet 18.1.1944                                                                                                 |        | Eintrag auf stolpersteine-hamburg.de |
| Domstraße 21 ·                         | Ruth Bukschnewski                    | Hier wohnte Ruth Bukschnewski Jg. 1937 deportiert 1941 ermordet in Łodz |        | Eintrag auf stolpersteine-hamburg.de |
| Dovenfleet 5 ·                         | Alfred Issak Preis                   | Hier wohnte Alfred Issak Preis Jg. 1885 deportiert 1943 Theresienstadt 1944 Auschwitz ermordet                                                                                               |        | Eintrag auf stolpersteine-hamburg.de |
| Ferdinandstraße 14 ·                   | Camillo Friede                       | Hier wohnte Camillo Friede Jg. 1902 verhaftet 1933 ‚Hochverrat‘ Zuchthaus Fuhlsbüttel 1944 Zuchthaus Celle ermordet 13.4.1945 Bützow-Dreibergen                                              |        | Eintrag auf stolpersteine-hamburg.de |
| Ferdinandstraße 28–30 ·                | Susanne Herz                         | Hier wohnte Susanne Herz Jg. 1888 deportiert 1941 Riga ermordet |        | Eintrag auf stolpersteine-hamburg.de |
| Ferdinandstraße 28–30 ·                | Emil Rosenberger                     | Hier wohnte Emil Rosenberger Jg. 1883 gedemütigt/entrechtet Flucht in den Tod 26. März 1940                                                                                                  |        | Eintrag auf stolpersteine-hamburg.de |
| Ferdinandstraße 28–30 ·                | Thekla Rosner                        | Hier wohnte Thekla Rosner Jg. 1874 deportiert 1943 Theresienstadt ermordet 27.5.1944 |        | Eintrag auf stolpersteine-hamburg.de |
| Ferdinandstraße 67 ·                   | Anna Cohen gen. Cohn-Schwerin        | Hier wohnte Anna Cohen gen. Cohn-Schwerin Jg. 1885 deportiert 1941 Łodz 1944 Chelmno ermordet                                                                                                |        | Eintrag auf stolpersteine-hamburg.de |
| Ferdinandstraße 69 ·                   | Mathias Max Hochfeld                 | Hier wohnte Mathias Max Hochfeld Jg. 1869 deportiert 1942 Theresienstadt tot 30.8.1942 |        | Eintrag auf stolpersteine-hamburg.de |
| Glockengießerwall/Ferdinandstraße ·    | Eugen Gowa                           | Hier wohnte Eugen Gowa Jg. 1904 deportiert 1943 ermordet in Auschwitz |        | Eintrag auf stolpersteine-hamburg.de |
| Glockengießerwall/Ferdinandstraße ·    | Julia Schwarzwald                    | Hier wohnte Julia Schwarzwald Jg. 1872 gedemütigt/entrechtet Flucht in den Tod 22.2.1942 |        | Eintrag auf stolpersteine-hamburg.de |
| Graskeller 2 ·                         | Ferdinand Neumann Borgolte           | Hier wohnte Ferdinand Neumann Borgolte Jg. 1891 deportiert 1941 ermordet in Minsk |        | Eintrag auf stolpersteine-hamburg.de |
| Graskeller 2 ·                         | Irma Borgolte geb. Vogel             | Hier wohnte Irma Borgolte geb. Vogel Jg. 1890 deportiert 1941 ermordet in Minsk |        | Eintrag auf stolpersteine-hamburg.de |
| Graskeller 2 ·                         | Friedrich Moritz Walter              | Hier wohnte Friedrich Moritz Walter Jg. 1897 deportiert 1941 ermordet in Minsk |        | Eintrag auf stolpersteine-hamburg.de |
| Graskeller 2 ·                         | Gerda Walter geb. Borgolte           | Hier wohnte Gerda Walter geb. Borgolte Jg. 1912 deportiert 1941 ermordet in Minsk |        | Eintrag auf stolpersteine-hamburg.de |
| Graskeller 2 ·                         | Petra Irma Walter                    | Hier wohnte Petra Irma Walter Jg. 1938 deportiert 1941 ermordet in Minsk |        | Eintrag auf stolpersteine-hamburg.de |
| Große Bäckerstraße Ecke Börsenbrücke · | Margarethe Heudenfeld geb. Wolff     | Hier wohnte Margarethe Heudenfeld geb. Wolff Jg. 1894 deportiert 1941 ermordet in Minsk |        | Eintrag auf stolpersteine-hamburg.de |
| Große Bäckerstraße Ecke Börsenbrücke · | Siegmund Heudenfeld                  | Hier wohnte Siegmund Heudenfeld Jg. 1886 deportiert 1941 ermordet in Minsk |        | Eintrag auf stolpersteine-hamburg.de |
| Großer Burstah 3 ·                     | Kurt Hach                            | Hier wohnte Kurt Hach Jg. 1917 verhaftet 1941 KZ Fuhlsbüttel ‚Frontbewährung‘ tot 25.11.1942 Tischinki/Ukraine                                                                               |        | Eintrag auf stolpersteine-hamburg.de |
| Großer Burstah 3 ·                     | John Rosenstein                      | Hier wohnte John Rosenstein Jg. 1895 deportiert 1941 Łodz/Litzmannstadt ermordet |        | Eintrag auf stolpersteine-hamburg.de |
| Großer Burstah 3 ·                     | Walther Rosenstein                   | Hier wohnte Walther Rosenstein Jg. 1897 verhaftet 1938 Polizei-Gef. Fuhlsbüttel 1938 Bremen-Oslebshausen deportiert 1942 Auschwitz ermordet 16.2.1943                                        |        | Eintrag auf stolpersteine-hamburg.de |
| Großer Burstah 44 ·                    | Albert Eschwege                      | Hier wohnte Albert Eschwege Jg. 1875 deportiert 1941 Riga ermordet |        | Eintrag auf stolpersteine-hamburg.de |
| Großer Burstah 44 ·                    | Paula Eschwege                       | Hier wohnte Paula Eschwege geb. Hirschfeldt Jg. 1876 gedemütigt/entrechtet Flucht in den Tod 26.6.1936                                                                                       |        | Eintrag auf stolpersteine-hamburg.de |
| Kajen 5–6 ·                            | Hencia Linder                        | Hier wohnte Hencia Linder Jg. 1891 deportiert 1941 Riga ermordet |        | Eintrag auf stolpersteine-hamburg.de Stolperstein liegt vor dem Eingang zu Haus Nr. 6 |
| Katharinenstraße ·                     | Richard Manthe                       | Hier wohnte Richard Manthe Jg. 1885 inhaftiert 1936–1939 KZ Fuhlsbüttel ermordet 13.2.1942 Sachsenhausen                                                                                     |        | Eintrag auf stolpersteine-hamburg.de Stolperstein liegt im roten Kleinpflaster schräg vor dem Eingang zu Haus Nr. 22                                                                           |
| Kattrepel 10 ·                         | Heinz Patjens                        | Hier wohnte Heinz Patjens Jg. 1920 eingewiesen 1924 Alsterdorfer Anstalten 1941 Heilanstalt Langenhorn ‚verlegt‘ 1941 Gau-Heilanstalt Tiegenhof ermordet 9.12.1941                           |        | Eintrag auf stolpersteine-hamburg.de |
| Kleine Johannisstraße 9 ·              | Reinhold Laski                       | Hier wohnte Reinhold Laski Jg. 1887 eingewiesen 1940 Heilanstalt Langenhorn ‚verlegt‘ 23.9.1940 Brandenburg ermordet 23.9.1940 ‚Aktion T4‘                                                   |        | Eintrag auf stolpersteine-hamburg.de wurde im April 2023 ausgetauscht (vorheriger Stein) |
| Lilienstraße 15 ·                      | Lieselotte Falck geb. Rosenberg      | Hier wohnte Lieselotte Falck geb. Rosenberg Jg. 1911 deportiert 1941 ermordet in Łodz |        | Eintrag auf stolpersteine-hamburg.de |
| Lilienstraße 15 ·                      | Bettina Rosenberg geb. Westheimer    | Hier wohnte Bettina Rosenberg geb. Westheimer Jg. 1877 deportiert 1941 ermordet in Riga |        | Eintrag auf stolpersteine-hamburg.de |
| Lilienstraße 15 ·                      | Harry Rosenberg                      | Hier wohnte Harry Rosenberg Jg. 1875 deportiert 1941 ermordet in Riga |        | Eintrag auf stolpersteine-hamburg.de |
| Lilienstraße 32 ·                      | Paul Schnackenburg                   | Hier wohnte Paul Schnackenburg Jg. 1874 mehrmals verhaftet zuletzt 1937 KZ Fuhlsbüttel tot an Haftfolgen 13.2.1939                                                                           |        | Eintrag auf stolpersteine-hamburg.de Stolperstein liegt an der Straßenecke Lilienstraße/Gertrudenkirchhof                                                                                      |
| Mattentwiete 6 ·                       | Therese Taube Nathan geb. Rubin      | Hier wohnte Therese Taube Nathan geb. Rubin Jg. 1867 gedemütigt/entrechtet Flucht in den Tod 12.4.1941                                                                                       |        | Eintrag auf stolpersteine-hamburg.de |
| Mönckebergstraße 11 ·                  | Franz Max Rappolt                    | Hier wirkte Franz Max Rappolt Jg. 1870 deportiert 1942 Theresienstadt ermordet 25.11.1943 |        | Eintrag auf stolpersteine-hamburg.de Stolperstein liegt vor dem Eingang „Rappolt-Haus 1“ Weitere Stolpersteine befinden sich am Adolphsplatz 1 und in Hamburg-Winterhude.                      |
| Mönckebergstraße 25/Ecke Bergstraße ·  | Hermann Glass                        | Hier arbeitete Hermann Glass Jg. 1863 deportiert 1942 Theresienstadt ermordet 19.1.1943 |        | Eintrag auf stolpersteine-hamburg.de Ein weiterer Stolperstein befindet sich in Hamburg-Harvestehude.                                                                                          |
| Mohlenhofstraße 2 ·                    | Martin Perlstein                     | Hier wohnte Martin Perlstein Jg. 1889 Flucht 1938 Belgien interniert 1940 Saint Cyprien/Drancy deportiert 1942 ermordet in Auschwitz                                                         |        | Eintrag auf stolpersteine-hamburg.de |
| Niedernstraße 2e ·                     | Hannchen Hinsch                      | Hier wohnte Hannchen Hinsch Jg. 1885 eingewiesen 1899 Alsterdorfer Anstalten ‚verlegt‘ 1943 Am Steinhof/Wien tot an den Folgen 19.8.1945                                                     |        | Eintrag auf stolpersteine-hamburg.de |
| Paulstraße 3 ·                         | Emma Müller geb. Singer              | Hier wohnte Emma Müller geb. Singer Jg. 1878 deportiert 1941 Minsk ermordet |        | Eintrag auf stolpersteine-hamburg.de |
| Pelzerstraße/Schauenburgerstraße ·     | Albert Blank                         | Hier wohnte Albert Blank Jg. 1872 deportiert 1942 Theresienstadt ermordet 31.7.1942 |        | Eintrag auf stolpersteine-hamburg.de |
| Pelzerstraße/Schauenburgerstraße ·     | Hedwig Blank geb. Dessauer           | Hier wohnte Hedwig Blank geb. Dessauer Jg. 1875 deportiert 1942 Theresienstadt ermordet 21.9.1942 Treblinka                                                                                  |        | Eintrag auf stolpersteine-hamburg.de |
| Raboisen ·                             | Hans Bade                            | Hier wohnte Hans Bade Jg. 1906 1939 Zuchthaus Bremen-Oslebshausen tot an Haftfolgen 5.2.1941                                                                                                 |        | Eintrag auf stolpersteine-hamburg.de Stolperstein liegt rechts von der Durchfahrt |
| Raboisen ·                             | Friedrich Jantzen                    | Hier wohnte Friedrich Jantzen Jg. 1882 verhaftet 1936/37/39 KZ Fuhlsbüttel KZ Neuengamme ermordet 20.2.1943                                                                                  |        | Eintrag auf stolpersteine-hamburg.de Stolperstein liegt auf dem Gehweg gegenüber dem Eingang zu Haus Nr. 38                                                                                    |
| Raboisen 50 ·                          | Bertha Löwenhardt geb. Friedfertig   | Hier wohnte Bertha Löwenhardt geb. Friedfertig Jg. 1899 deportiert 1941 Minsk ermordet |        | Eintrag auf stolpersteine-hamburg.de |
| Raboisen 50 ·                          | Erich Löwenhardt                     | Hier wohnte Erich Löwenhardt Jg. 1904 verhaftet 1938 KZ Fuhlsbüttel deportiert 1941 Minsk ermordet                                                                                           |        | Eintrag auf stolpersteine-hamburg.de |
| Raboisen 50 ·                          | Rosi Betti Löwenhardt                | Hier wohnte Rosi Betti Löwenhardt Jg. 1936 deportiert 1941 Minsk ermordet |        | Eintrag auf stolpersteine-hamburg.de |
| Raboisen 83 ·                          | Czilli Wallschütz                    | Hier wohnte Czilli Wallschütz geb. Reichenberger Jg. 1875 eingewiesen 1940 Heilanstalt Langenhorn ‚verlegt‘ 23.9.1940 Brandenburg ermordet 23.9.1940 ‚Aktion T4‘                             |        | Eintrag auf stolpersteine-hamburg.de |
| Rathausmarkt 1 ·                       | –                                    | Sie waren gewählte Mitglieder der Hamburgischen Bürgerschaft |        | Die Inschrift dieses Stolpersteins bezieht sich auf die folgenden am Hamburger Rathaus verlegten Stolpersteine.                                                                                |
| Rathausmarkt 1 ·                       | Kurt Adams                           | Dr. Kurt Adams MdHB 1924–1933 SPD Jg. 1889 aus dem Staatsdienst entlassen 1933 verhaftet 24.8.1944 ‚Aktion Gewitter‘ Buchenwald tot 7.10.1944                                                |        | Eintrag auf stolpersteine-hamburg.de Ein weiterer Stolperstein befindet sich in Hamburg-Fuhlsbüttel.                                                                                           |
| Rathausmarkt 1 ·                       | Etkar Josef André                    | Etkar Josef André MdHB 1921 KPD Jg. 1894 verhaftet 5.3.1933 ‚Vorbereitung zum Hochverrat‘ Untersuchungsgefängnis Holstenglacis hingerichtet 4.11.1936                                        |        | Eintrag auf stolpersteine-hamburg.de Ein weiterer Stolperstein befindet sich in Hamburg-Barmbek-Nord.                                                                                          |
| Rathausmarkt 1 ·                       | Bernhard Bästlein                    | Bernhard Bästlein MdHB 1921 KPD Jg. 1894 verhaftet 1933 1934 Zuchthaus Siegburg 1935 Esterwegen Sachsenhausen 1943 Zuchthaus Brandenburg hingerichtet 18.9.1944                              |        | Eintrag auf stolpersteine-hamburg.de Ein weiterer Stolperstein befindet sich in Hamburg-Winterhude.                                                                                            |
| Rathausmarkt 1 ·                       | Adolf Biedermann                     | Adolf Biedermann MdHB 1919–1927 SPD Jg. 1881 11.5.1933 Sturz aus Nachtzug wird tot aufgefunden Vorgang nie geklärt                                                                           |        | Eintrag auf stolpersteine-hamburg.de Ein weiterer Stolperstein befindet sich in Hamburg-Winterhude.                                                                                            |
| Rathausmarkt 1 ·                       | Gustav Brandt                        | Gustav Brandt MdHB 1931–1933 KPD Jg. 1894 verhaftet 1933 Zuchthaus Münster 1945 Transport Celle erschossen von SS April 1945                                                                 |        | Eintrag auf stolpersteine-hamburg.de |
| Rathausmarkt 1 ·                       | Valentin Ernst Burchard              | Valentin Ernst Burchard MdHB 1932–1933 DStP Jg. 1891 deportiert 1941 ermordet in Minsk |        | Eintrag auf stolpersteine-hamburg.de Weitere Stolpersteine befinden sich in Hamburg-Uhlenhorst und am Adolphsplatz 1.                                                                          |
| Rathausmarkt 1 ·                       | Max Eichholz                         | Dr. Max Eichholz MdHB 1920–1933 DDP/DStP Jg. 1881 mehrmals verhaftet zuletzt 1938 KZ Fuhlsbüttel deportiert 1942 Auschwitz ermordet 12.1.1943                                                |        | Eintrag auf stolpersteine-hamburg.de Ein weiterer Stolperstein befindet sich in Hamburg-Harvestehude.                                                                                          |
| Rathausmarkt 1 ·                       | Hugo Eickhoff                        | Hugo Eickhoff MdHB 1931–1933 KPD Jg. 1906 verhaftet 1944 ‚Aktion Gewitter‘ Sachsenhausen Sonderbataillon Dirlewanger tot 15.12.1944 Rumänien                                                 |        | Eintrag auf stolpersteine-hamburg.de |
| Rathausmarkt 1 ·                       | Theodor Haubach                      | Dr. Theodor Haubach MdHB 1927–1929 SPD Jg. 1888 ‚Kreisauer Kreis‘ verhaftet 1944 Berlin-Plötzensee hingerichtet 23.1.1945                                                                    |        | Eintrag auf stolpersteine-hamburg.de Weitere Stolpersteine befinden sich in Hamburg-Uhlenhorst und Berlin-Westend.                                                                             |
| Rathausmarkt 1 ·                       | Wilhelm Heidsiek                     | Wilhelm Heidsiek MdHB 1933 SPD Jg. 1888 verhaftet 1944 ‚Aktion Gewitter‘ Neuengamme tot 7.11.1944                                                                                            |        | Eintrag auf stolpersteine-hamburg.de |
| Rathausmarkt 1 ·                       | Ernst Henning                        | Ernst Henning MdHB 1928–1931 KPD Jg. 1892 Hamburger Aufstand Flucht Holland verhaftet 1924 Festungshaft in Kirchwerder von SA erschossen 14.3.1931                                           |        | Eintrag auf stolpersteine-hamburg.de Ein weiterer Stolperstein befindet sich in Hamburg-Bergedorf.                                                                                             |
| Rathausmarkt 1 ·                       | Hermann Hoefer                       | Hermann Hoefer MdHB 1928–1931 KPD Jg. 1868 verhaftet 1944 Zuchthaus Coswig tot an Haftfolgen                                                                                                 |        | Eintrag auf stolpersteine-hamburg.de Ein weiterer Stolperstein befindet sich in Hamburg-Eppendorf.                                                                                             |
| Rathausmarkt 1 ·                       | Franz Jacob                          | Franz Jacob MdHB 1932–1933 KPD Jg. 1906 im Widerstand verhaftet 1933 Sachsenhausen Zuchthaus Brandenburg-Görden enthauptet 18.9.1944                                                         |        | Eintrag auf stolpersteine-hamburg.de Ein weiterer Stolperstein befindet sich in Hamburg-Winterhude.                                                                                            |
| Rathausmarkt 1 ·                       | Friedrich Lux                        | Friedrich Lux MdHB 1928–1933 KPD Jg. 1892 verhaftet 25.7.1933 KZ Fuhlsbüttel misshandelt in Gestapo-Zentrale tot 6.11.1933                                                                   |        | Eintrag auf stolpersteine-hamburg.de Ein weiterer Stolperstein befindet sich in Hamburg-Neustadt.                                                                                              |
| Rathausmarkt 1 ·                       | Max Mendel                           | Max Mendel Jg. 1872 Senator 1925–29 deportiert Theresienstadt tot 10.8.1942 |        | Eintrag auf stolpersteine-hamburg.de Ein weiterer Stolperstein befindet sich in Hamburg-Hamm. Der Stolperstei liegt zehn Meter rechts vom Eingang.                                             |
| Rathausmarkt 1 ·                       | Fritz Simon Reich                    | Fritz Simon Reich MdHB 1927–1928 Reichspartei des deutschen Mittelstandes Jg. 1868 deportiert 1944 Theresienstadt ermordet 31.5.1944                                                         |        | Eintrag auf stolpersteine-hamburg.de Ein weiterer Stolperstein befindet sich in Hamburg-Uhlenhorst.                                                                                            |
| Rathausmarkt 1 ·                       | August Schmidt                       | August Schmidt MdHB 1928–1931 KPD Jg. 1884 verhaftet 1935 Untersuchungshaft 1936 Gefängnis Hamburg tot an Haftfolgen 3.8.1939                                                                |        | Eintrag auf stolpersteine-hamburg.de Ein weiterer Stolperstein befindet sich in Hamburg-Winterhude.                                                                                            |
| Rathausmarkt 1 ·                       | Otto Schumann                        | Otto Schumann MdHB 1931–1933 SPD Jg. 1888 verhaftet 1944 ‚Aktion Gewitter‘ Neuengamme Todesmarsch tot 3.5.1945 ‚Cap Arcona‘                                                                  |        | Eintrag auf stolpersteine-hamburg.de Ein weiterer Stolperstein befinden sich in Hamburg-Neustadt.                                                                                              |
| Rathausmarkt 1 ·                       | Theodor Skorzisko                    | Theodor Skorzisko MdHB 1931–1932 KPD Jg. 1899 Flucht 1939 Frankreich interniert Gurs Schicksal unbekannt                                                                                     |        | Eintrag auf stolpersteine-hamburg.de |
| Rathausmarkt 1 ·                       | Ernst Thälmann                       | Ernst Thälmann MdHB 1919–1933 KPD Jg. 1886 verhaftet 1933 Zuchthaus Berlin-Moabit 1937 Gefängnis Hannover 1943 Haftanstalt Bautzen 1944 Buchenwald ermordet 18.8.1944                        |        | Eintrag auf stolpersteine-hamburg.de Weitere Stolpersteine befinden sich in Hamburg-Eppendorf und Singen (Hohentwiel).                                                                         |
| Rathausmarkt 1 ·                       | Hans Westermann                      | Hans Westermann MdHB 1928–1930 KPD Jg. 1890 mehrmals verhaftet zuletzt 1935 KZ Fuhlsbüttel erschlagen 16.3.1935                                                                              |        | Eintrag auf stolpersteine-hamburg.de Ein weiterer Stolperstein befindet sich in Hamburg-Neustadt.                                                                                              |
| Rathausstraße 13 ·                     | Abram Weltmann                       | Hier wohnte Abram Weltmann Jg. 1882 verhaftet 1939 KZ Fuhlsbüttel Sachsenhausen ermordet 15.7.1940                                                                                           |        | Eintrag auf stolpersteine-hamburg.de |
| Rödingsmarkt 14 ·                      | Johann Kehrig                        | Hier wohnte Johann Kehrig Jg. 1892 verhaftet 1935 und 38 KZ Fuhlsbüttel Dachau ermordet 20.10.1942                                                                                           |        | Eintrag auf stolpersteine-hamburg.de |
| Rödingsmarkt 14 ·                      | Hans Stührenberg                     | Hier wohnte Hans Stührenberg Jg. 1900 verhaftet 1936/39 KZ Fuhlsbüttel 1940 KZ Neuengamme tot 3.5.1945                                                                                       |        | Eintrag auf stolpersteine-hamburg.de Stolperstein liegt rechts vor dem Eingang des rechten Geschäfts                                                                                           |
| Rosenstraße 6 ·                        | Regina Dombrowski geb. Grünfeld      | Hier wohnte Regina Dombrowski geb. Grünfeld Jg. 1889 deportiert 1941 KZ Ravensbrück ‚verlegt‘ 13.2.1942 Bernbrug ermordet 15.2.1942                                                          |        | Eintrag auf stolpersteine-hamburg.de |
| Rosenstraße 6 ·                        | Hermann Joseph Führich               | Hier wohnte Hermann Joseph Führich Jg. 1931 eingewiesen 1938 Alsterdorfer Anstalten ‚verlegt‘ 1943 Heil- und Pflegeanstalt Mainkofen tot 25.3.1945                                           |        | Eintrag auf stolpersteine-hamburg.de |
| Rosenstraße 11 ·                       | Fritz Macher                         | Hier wohnte Fritz Macher Jg. 1909 verhaftet 1941 KZ Fuhlsbüttel Emslandlager Neuengamme ertrunken 3.5.1945 Cap Arcona                                                                        |        | Eintrag auf stolpersteine-hamburg.de |
| Schmiedestraße ·                       | Mayer Plonski                        | Hier wohnte Mayer Plonski Jg. 1898 verhaftet 1939 KZ Fuhlsbüttel ermordet 29.4.1940 Sachsenhausen                                                                                            |        | Eintrag auf stolpersteine-hamburg.de Stolperstein liegt vor dem Eingang zum Haus Nr. 2 |
| Spitalerstraße 8 ·                     | Mathilde Caroline Hedewig            | Hier wohnte Mathilde Caroline Hedewig Jg. 1883 eingewiesen 1899 Alsterdorfer Anstalten ‚verlegt‘ 1943 Am Steinhof/Wien ermordet 5.10.1943                                                    |        | Eintrag auf stolpersteine-hamburg.de |
| Spitalerstraße 20 ·                    | Filippo Mario Rispo                  | Hier wohnte Filippo Mario Rispo geb. 1894 Italien verhaftet 15.5.1944 politischer Gefangener KZ Neuengamme tot Mai 1945                                                                      |        | Eintrag auf stolpersteine-hamburg.de |
| Steinstraße 27 ·                       | Albert Wienecke                      | Hier wohnte Albert Wienecke Jg. 1920 seit 1928 Patient in verschiedenen Heilanstalten ‚verlegt‘ 1943 Hadamar ermordet 27.10.1943                                                             |        | Eintrag auf stolpersteine-hamburg.de |
| Steintwiete Ecke Deichstraße ·         | Karl Jonny Hagen                     | Hier wohnte Karl Jonny Hagen Jg. 1902 im Widerstand verhaftet 1935 Straflager 1936 Bürgermoor 1938 Brual-Rhede 1943 Strafbataillon 999 Schicksal unbekannt                                   |        | Eintrag auf stolpersteine-hamburg.de |
| Trostbrücke 4–6 ·                      | –                                    | Sie waren Mitglieder der Patriotischen Gesellschaft |        | Die Inschrift des Stolpersteins bezieht sich auf die folgenden an dieser Adresse verlegten Stolpersteine.                                                                                      |
| Trostbrücke 4–6 ·                      | Richard Abraham                      | Richard Abraham Jg. 1871 gedemütigt/entrechtet Flucht in den Tod 8.4.1942 |        | Eintrag auf stolpersteine-hamburg.de Ein weiterer Stolperstein befindet sich in Hamburg-Winterhude.                                                                                            |
| Trostbrücke 4–6 ·                      | Julius Adam                          | Julius Adam Jg. 1862 deportiert 1942 Theresienstadt ermordet 25.10.1942 |        | Eintrag auf stolpersteine-hamburg.de Weitere Stolpersteine befinden sich in Hamburg-Fuhlsbüttel und Hamburg-Hammerbrook.                                                                       |
| Trostbrücke 4–6 ·                      | Julius Asch                          | Julius Asch Jg. 1875 gedemütigt/entrechtet Flucht in den Tod 31.1.1939 |        | Eintrag auf stolpersteine-hamburg.de Weitere Stolpersteine befinden sich in Hamburg-Blankenese und Hamburg-Neustadt Todesdatum weicht von den beiden anderen Stolpersteinen ab.                |
| Trostbrücke 4–6 ·                      | Georg Blankenstein                   | Georg Blankenstein Jg. 1879 verhaftet 1942 KZ Fuhlsbüttel deportiert 1943 Theresienstadt ermordet 14.4.1943                                                                                  |        | Eintrag auf stolpersteine-hamburg.de Ein weiterer Stolperstein befindet sich in Hamburg-Winterhude.                                                                                            |
| Trostbrücke 4–6 ·                      | Gustav Falkenstein                   | Gustav Falkenstein Jg. 1866 deportiert 1943 Theresienstadt ermordet 2.4.1943 |        | Eintrag auf stolpersteine-hamburg.de Ein weiterer Stolperstein befindet sich in Hamburg-Winterhude.                                                                                            |
| Trostbrücke 4–6 ·                      | Ivan Fontheim                        | Ivan Fontheim Jg. 1861 gedemütigt/entrechtet Flucht in den Tod 16.7.1942 |        | Eintrag auf stolpersteine-hamburg.de Ein weiterer Stolperstein befindet sich in Hamburg-Harvestehude.                                                                                          |
| Trostbrücke 4–6 ·                      | Henry Friedenheim                    | Henry Friedenheim Jg. 1873 deportiert 1942 Theresienstadt 1942 Treblinka ermordet |        | Eintrag auf stolpersteine-hamburg.de Ein weiterer Stolperstein befindet sich in Hamburg-Hoheluft-West.                                                                                         |
| Trostbrücke 4–6 ·                      | Albert Holländer                     | Albert Holländer Jg. 1877 deportiert 1942 ermordet in Auschwitz |        | Eintrag auf stolpersteine-hamburg.de |
| Trostbrücke 4–6 ·                      | Max Israel                           | Max Israel Jg. 1875 deportiert 1941 ermordet in Minsk |        | Eintrag auf stolpersteine-hamburg.de Ein weiterer Stolperstein befindet sich in Hamburg-Neustadt.                                                                                              |
| Trostbrücke 4–6 ·                      | Gustav Heinrich Leo                  | Gustav Heinrich Leo Jg. 1868 verhaftet 1944 KZ Fuhlsbüttel ermordet 8.12.1944 |        | Eintrag auf stolpersteine-hamburg.de Ein weiterer Stolperstein befindet sich in Hamburg-Eppendorf.                                                                                             |
| Trostbrücke 4–6 ·                      | Heinrich Mayer                       | Heinrich Mayer Jg. 1866 deportiert 1942 Theresienstadt ermordet 2.12.1942 |        | Eintrag auf stolpersteine-hamburg.de (vorheriger Stein) Weitere Stolpersteine befinden sich am Adolphsplatz 1 und in Hamburg-Winterhude.                                                       |
| Trostbrücke 4–6 ·                      | Moritz Nordheim                      | Moritz Nordheim Jg. 1873 gedemütigt/entrechtet Flucht in den Tod 18.8.1938 |        | Eintrag auf stolpersteine-hamburg.de Ein weiterer Stolperstein befindet sich in Hamburg-Winterhude.                                                                                            |
| Trostbrücke 4–6 ·                      | Kurt Perels                          | Kurt Perels Jg. 1878 gedemütigt/entrechtet Flucht in den Tod 10.9.1933 |        | Eintrag auf stolpersteine-hamburg.de Weitere Stolpersteine befinden sich in Hamburg-Rotherbaum und Hamburg-Uhlenhorst.                                                                         |
| Trostbrücke 4–6 ·                      | Ernst Moritz Rappolt                 | Ernst Moritz Rappolt Jg. 1868 gedemütigt/entrechtet Flucht in den Tod 9.4.1942 |        | Eintrag auf stolpersteine-hamburg.de Ein weiterer Stolperstein befindet sich in Hamburg-Rissen.                                                                                                |
| Trostbrücke 4–6 ·                      | Ferdinand Rosenstern                 | Ferdinand Rosenstern Jg. 1880 Flucht 1937 Holland interniert Westerbork deportiert 1943 Theresienstadt ermordet 11.10.1944 Auschwitz                                                         |        | Eintrag auf stolpersteine-hamburg.de Ein weiterer Stolperstein befindet sich in Hamburg-Winterhude.                                                                                            |
| Trostbrücke 4–6 ·                      | Walter Ludwig Samuel                 | Walter Ludwig Samuel Jg. 1875 gedemütigt/entrechtet Flucht in den Tod 25.3.1943 |        | Weitere Stolpersteine befinden sich in Hamburg-Neustadt und Hamburg-Harvestehude. Eintrag auf stolpersteine-hamburg.de                                                                         |
| Trostbrücke 4–6 ·                      | Salomon Siegmund Schlomer            | Salomon Siegmund Schlomer Jg. 1853 deportiert 1942 Theresienstadt ermordet 15.8.1942 |        | Eintrag auf stolpersteine-hamburg.de Ein weiterer Stolperstein befindet sich in Hamburg-Sternschanze.                                                                                          |
| Trostbrücke 4–6 ·                      | Ernst Werner                         | Ernst Werner Jg. 1875 deportiert 1941 Riga ermordet |        | Eintrag auf stolpersteine-hamburg.de Ein weiterer Stolperstein befindet sich in Hamburg-Harvestehude.                                                                                          |
| Trostbrücke 4–6 ·                      | Heinrich Wohlwill                    | Heinrich Wohlwill Jg. 1874 deportiert 1942 Theresienstadt ermordet 31.1.1943 |        | Eintrag auf stolpersteine-hamburg.de Weitere Stolpersteine befinden sich am Adolphsplatz 1 und in Hamburg-Alsterdorf.                                                                          |
| Trostbrücke 4–6 ·                      | Alfred Wolff                         | Alfred Wolff Jg. 1880 Versorgung mit Medikamenten verhindert tot 30.11.1941 |        | Eintrag auf stolpersteine-hamburg.de Ein weiterer Stolperstein befindet sich in Hamburg-Rotherbaum.                                                                                            |
| Willy-Brandt-Straße 30 ·               | Ernst Schnädelbach                   | Hier wohnte Ernst Schnädelbach Jg. 1899 verhaftet 1938 Mauthausen Außenlager Gusen ermordet 7.5.1943                                                                                         |        | Eintrag auf stolpersteine-hamburg.de |
| Willy-Brandt-Straße 59 ·               | Alice Amalie Friede geb. Joel        | Hier wohnte Alice Amalie Friede geb. Joel Jg. 1895 deportiert 1941 Minsk ermordet |        | Eintrag auf stolpersteine-hamburg.de |
| Willy-Brandt-Straße 59 ·               | Paul Friede                          | Hier wohnte Paul Friede Jg. 1891 deportiert 1941 Minsk ermordet |        | Eintrag auf stolpersteine-hamburg.de |

## Stolperschwelle

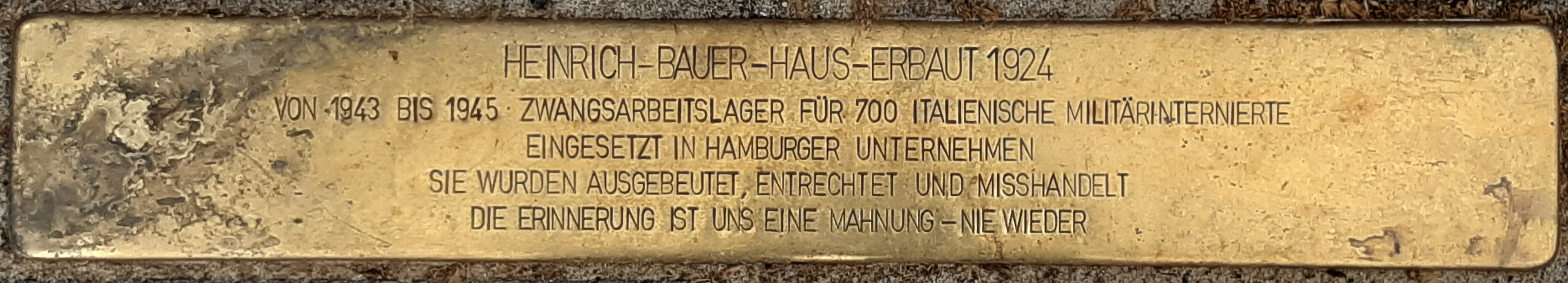
Stolperschwelle in Hamburg-Altstadt

Außerdem wurde 2021 vor Burchardstraße 11 (Lage) eine Stolperschwelle verlegt, die zweite in Hamburg nach einer in Alsterdorf. Sie trägt die Inschrift 

„Heinrich-Bauer-Haus – erbaut 1924
Von 1943 bis 1945 Zwangsarbeitslager für 700 italienische Militärinternierte
eingesetzt in Hamburger Unternehmen
Sie wurden ausgebeutet, entrechtet und misshandelt
Die Erinnerung ist uns eine Mahnung – nie wieder“